# Oliosi
Oliosi è una frazione del comune di Castelnuovo del Garda, in Provincia di Verona.

## Storia
È passata alla storia per essere stata teatro di guerra nella Terza guerra d'indipendenza italiana durante la battaglia di Custoza del 24 giugno 1866. 

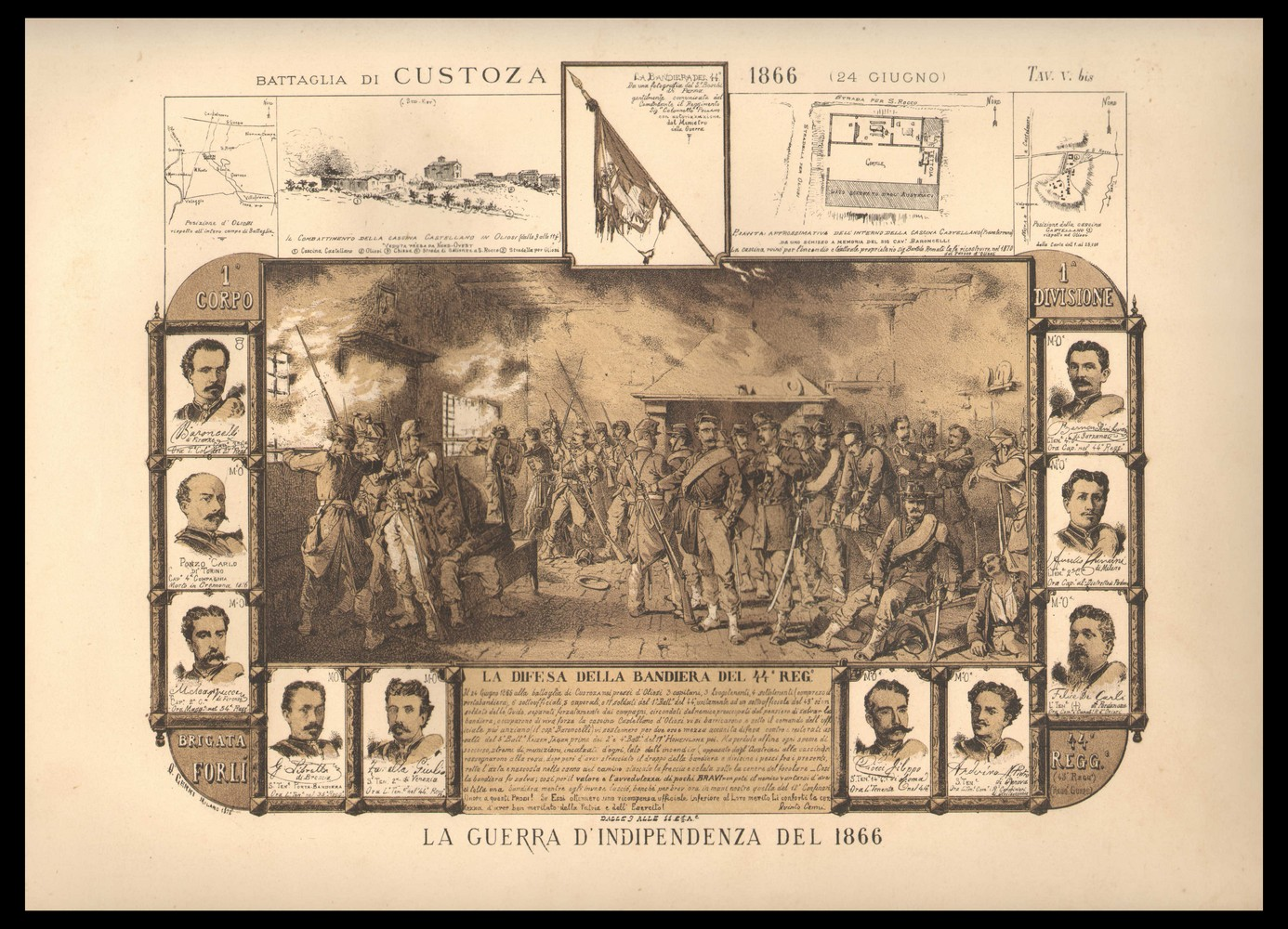
Stampa dell'epoca sul salvataggio del Tricolore di Oliosi.

Nella frazione si combatté la battaglia di Oliosi, durante la quale perse la vita il generale Onorato Rey di Villarey (1816-1866). Prima di consegnarsi prigionieri agli austriaci, i militari italiani, per non dare al nemico il loro stendardo militare, stracciarono il drappo della bandiera tricolore simbolo del 44º Reggimento della Brigata "Forlì" in tredici pezzi, suddivisi tra i presenti, e nascosero quei brandelli di stoffa sotto la giubba, mentre la freccia della bandiera venne sepolta sotto la cenere del focolare. Terminata la guerra fu possibile recuperare dodici delle tredici porzioni del drappo e ricostruire così la bandiera, che passò alla storia con il nome di "Tricolore di Oliosi".
Ogni anno, alla terza domenica di giugno, a Oliosi si festeggia il ricordo dell'episodio bellico.

## Monumenti e luoghi di interesse
- Museo Risorgimento Oliosi[4]